# Bambino (песня)
«Bambino» — песня французской певицы Далиды, выпущенная в 1956 году. Впервые она была издана на одноимённом мини-альбоме, а также была включена в дебютный альбом певицы Son nom est Dalida (1956).
Песня является французской адаптацией неаполитанской песни «Guaglione». Автор музыки — Джузеппе Фанчиули, на французский язык текст перевёл Жак Леру.
Композиция стала первым настоящим хитом Далиды в карьере. Она провела 45 недель на вершине французского синглового чарта, что делает её самым продолжительным чарттоппером за всю историю. Также песня добралась до лидирующих позиций других стран.
Всего было продано более 40 миллионов копий сингла.

## Чарты
| Чарт (1956-1958)    | Пиковая позиция |
| ------------------- | --------------- |
| Квебек              | 1               |
| Фландрия (Ultratop) | 5               |
| Валлония (Ultratop) | 1               |
| Франция (SNEP)      | 1               |